# Інститут громадських уповноважених (Албанія)
Інститут громадських уповноважених (IKP) (алб. Institucioni i Komisionerëve Publikë) — незалежна організація, яка відіграє апеляційну роль у процесі перевірки суддів і прокурорів у судовій системі Албанії.
Метою організації є репрезентація інтересів суспільства в процесі переатестації суддів і прокурорів шляхом реалізації права на оскарження рішень, прийнятих незалежною кваліфікаційною комісією.
Керуючись принципами неупередженості, незалежності, належної процедури, прозорості та співпраці, інститут проводить процес повторного оцінювання, дотримуючись конфіденційності та захисту персональних даних кожного кандидата.
IKP було створено відповідно до статті 179 Конституції Албанії. Термін повноважень громадських уповноважених становить 5 років з дня початку діяльності установи. Протягом терміну перебування на посаді комісари мають статус судді Верховного суду. 